# مدرسة ريئالي العبرية

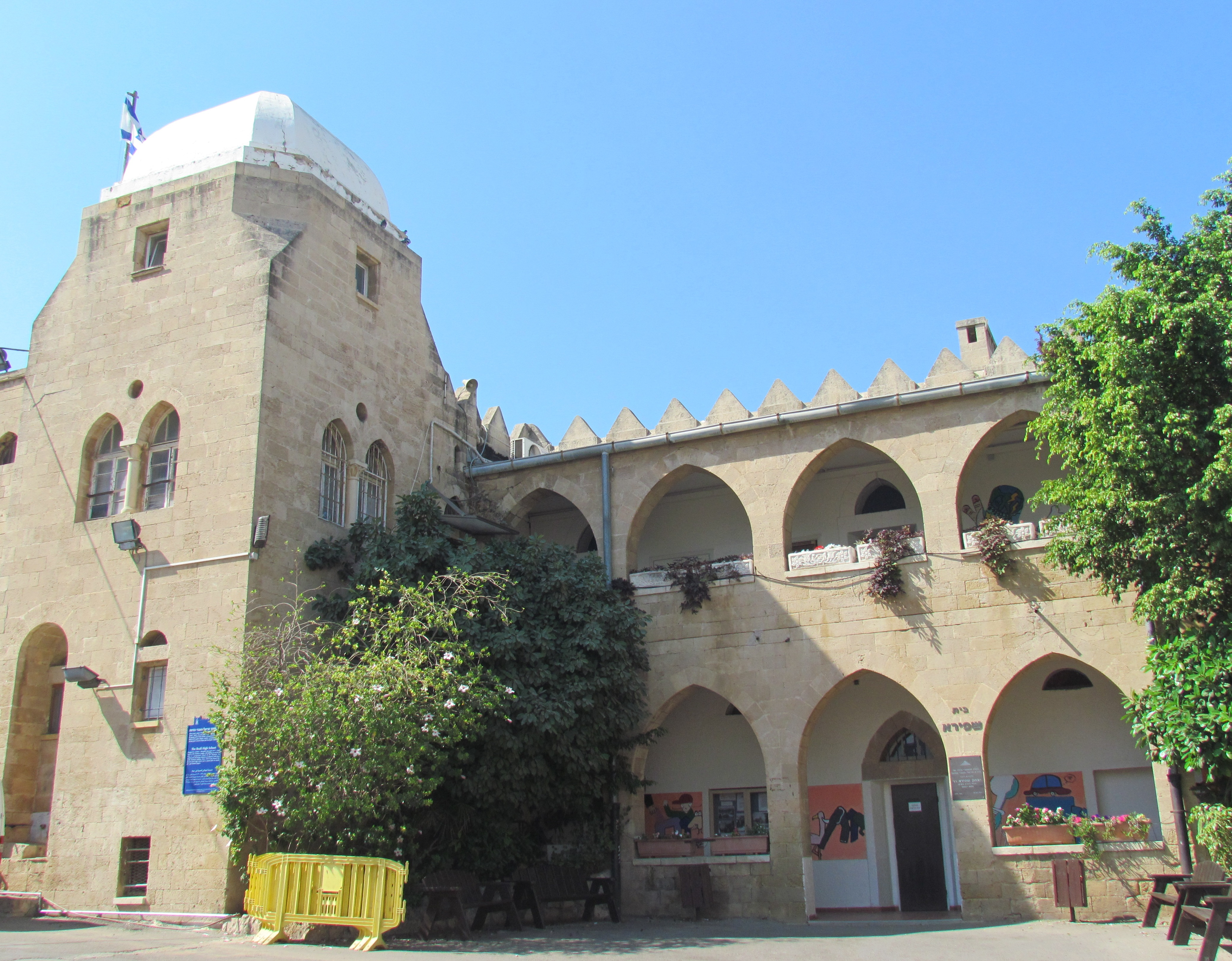
مدرسة ريئالي العبرية

مدرسة ريئالي العبرية في حيفا ((بالعبرية: בֵּית־הַסֵּפֶר הָרֵיאָלִי הָעִבְרִי בְחֵיפָה‏) (بيت هاسيفير هاريئالي هاعفري بحيفا) هي واحدة من أقدم المدارس الخاصة في إسرائيل، وتقع في مدينة حيفا في إسرائيل.

## تاريخ
أسسها أرتور بيرام ممثلا عن منظمة «عزرا» EZRA، وهي منظمة يهودية ألمانية، وذات صلة وثيقة مع التخنيون في عام 1913، قبل اندلاع الحرب العالمية الأولى. تم تصميم المبنى التاريخي بالقرب من التخنيون القديم من قبل المهندس المعماري الألماني اليهودي ألكسندر بيرفالد.
القيم الأساسية للمدرسة هي الصهيونية والإنسانية والتسامح والديمقراطية. في الوقت الذي كان فيه اليهود المعروفين باسم الييشوف، أو الجالية اليهودية في فلسطين قبل قيام الدولة، منخرطين في نقاش حول إقرار لغة التدريس في المدارس اليهودية في البلاد. وعندما تقرر تدريس العلوم باللغة الألمانية، رد بيرام بتأسيس مدرسة ريئالي العبرية. 
تم افتتاح أول فرع للمدرسة في حي هادار في حيفا. في عام 1923، انتقلت المدرسة إلى مبنى في الحرم الجامعي القديم للتخنيون والذي كان يستخدم سابقًا كمستشفى عسكري بريطاني.  وخلال تلك الفترة أسست المدرسة قوات كشافة، وقوات 'متجولو الكرمل"((بالعبرية: מְשׁוֹטְטֵי כַרְמֶל‏) Meshotetei Carmel)، وفي عام 1924 افتتحت المدرسة قسما خاصا في العلوم الإنسانية، بالإضافة إلى وجود قسم سابق في العلوم.
وفي تلك السنة نفسها اختير شعار المدرسة وهو: «وامشِ بتواضع» ((بالعبرية: וְהַצְנֵ֥עַ לֶ֖כֶת‏) فيحاتزنه) (وهي اقتباس من التوراة من سفر ميخا 6:8). ويعبر هذا الشعار عن تطلعات المدرسة في مجال التعليم.
بين السنوات 1940-1948، والتي تخللتهاالحرب العالمية الثانية والسعي نحو إقامة الدولة، حضر الطلاب الفصول الدراسية في شكل مجموعات متناوبة، وانضموا إلى ما يعرف بخريجي «عام الخدمة» ((بالعبرية: שְׁנַת שֵׁרוּת‏) شنات شيروت).
في يناير 2014 تقاعد رون كيتري وحل محله الدكتور يوسي بن دوف كمدير للمدرسة.

## الفروع
تضم المدرسة اليوم ثمانية فروع: ستة مدارس لرياض أطفال؛ وثلاثة مدارس ابتدائية سميت على اسم أحيائهم: يسود هدار. يسود أحوزة ويسود مركاز؛ وثلاثة مدارس إعدادية: تيشون هدار ؛ تيشون أهوزا تيشون مركاز ومدرسة ثانوية واحدة: بيت بيرام.
في عام 1953، تم إنشاء مدرسة داخلية عسكرية بالقرب من بيت بيرام.
في سبتمبر 2008، افتتحت المدرسة أحدث فرع لها، «ريئالي غان» "Reali-gan" (روضة أطفال). تدافع روضة الأطفال عن التعليم البيئي : إعادة التدوير وتوفير الطاقة وحماية الطبيعة.
في عام 2017 أصبحت المدرسة الداخلية العسكرية جزءًا لا يتجزأ من المدرسة. 